# 에린

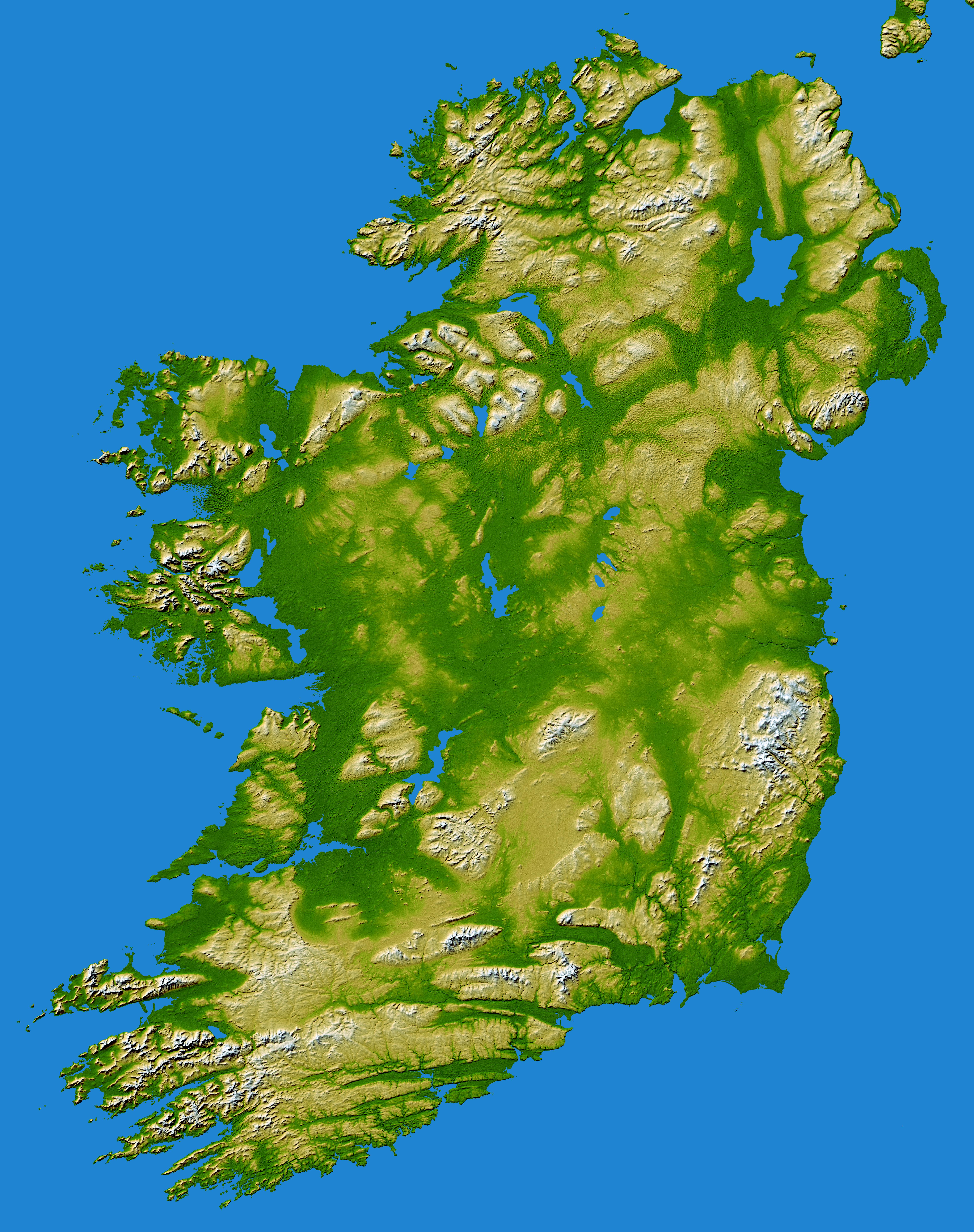
에린의 지질학 지도.

에린(아일랜드어: Éirinn, 영어: Erin)은 아일랜드를 가리키는 아일랜드어 단어 "에이레"(Éire)의 여격이다.
아일랜드 신화에 따르면, 에린이라는 이름은 밀레시안들이 투어허 데 다넌 신족의 에리우 여신의 이름을 붙인 것이라고 한다.
1798년 아일랜드 혁명 당시에는 "아일랜드여 영원하라"라는 뜻의 에린 고 브라(Erin Go Bragh; 정확하게는 "Éirinn go brách")가 슬로건으로 쓰였다.